# 秘事法門
秘事法門(ひじほうもん)とは浄土真宗の異安心(異端)とされる教えの中で、その主張の内容を公表せず、秘密の間に伝授しつつあるもの。いわば、秘密結社的なグループである。善鸞が父・親鸞から特別に教えられたとして伝えたものなどを含む。
御蔵法門・土蔵法門・庫裡法門・土蔵秘事・暗法門・くらがり法門・言わず講・なま講などの別名がある。。広島県から北海道まで分布する。
その起源に関しては種々に論じられているが、法然門下の一念義の邪義の上にこれを見る人もいる。また、密教や神道や陰陽道の影響が強く窺える。

## 大原性実の規定した秘事法門の特色
西本願寺(浄土真宗本願寺派)の勧学頭(教義上の責任者)で龍谷大学教授も務めた大原性実は秘事法門の特徴を次の通りのものとしている。
- （1）秘密のうちに教えを伝える。
- （2）儀礼、特に信仰を頂かせる作法は、夜土蔵などで行う。
- （3）在来の教団僧侶を批判する。
- （4）俗人の宗教指導者をたててこれを絶対に信頼し、正規の僧侶を信じない。
- （5）入信の儀礼においては、極度に神経を興奮させ、また一種の自己催眠に誘導し、あるいは精神異常の状態で偽の信仰を生ぜしめる。[1]

## 1970年代、東海地方に見られた秘事法門
菊池武が観察した1970年代当時東海地方に活動していた秘事法門は次のようであったという。大原の示した諸特徴と一致する点が多い。
- 法座は特定の場所を定めず、信者の家を順番に回って開かれた。
- 法座の日数は昔は数日にわたったようだが、最近は1日で済ませてしまう。
- 法座が開かれると、30人ほどの入信者(行者)が集まった。その年齢は広範に渡った。
- 入信の勧誘は縁者、友人、近所関係をたどって秘密裡に伝播された。
- 特に寺院、僧侶に対して警戒的であった。
- 「俗知識」という棟梁が一人いて、「自分は親鸞から何代目の次第相承の善知識であると」などと説き、「釈迦の代わりをする」という。
- 寺院、僧侶は表の法門であるが、我々の裏の法門にこそ真実があると説く。信者たちも彼に絶対的に帰依する。
- 法座の開かれる部屋の正面には阿弥陀三尊を掛け、両側に様々な図や像が並び、善知識はこの部屋に入る諸神諸仏を招き、悪鬼不浄を防ぎ願土となさんと呪文を唱える。
- ここで入信者に「一念帰命」と呼ばれる加入儀式を行う。

菊池は1970年代当時、こうした秘事法門の残存は「現今に於いても猶著しく」「その数は次第に増える傾向にある。」としている。